# ساهجيو بواهكي دي أواندا
سَاهْجِيُو بُوَاهْكِي دِي أُلانْدَا (بالبرتغالية: Buarque de Holanda؛ 11يوليو 1902 – 24 أبريل 1982) كان كاتبا وصحفيا ومؤرخا وعالما في علم الاجتماع برازيليا. يعد كتابه «جذور البرازيل» (Raízes do Brasil) أعظم أعماله، وهو معلم من معالم الدراسات الاجتماعية البرازيلية، فيما طور مفهوم «الرجل الودي» كالهوية البرازيلية الأساسية. كان عضوا في أكاديمية ساو باولو للآداب. ابنه، شيكو بواهكي دي ألاندا، هو مغن مؤلف وروائي شهير، وابنته ميوشا مغنية شهيرة كذلك.